# Verwaltungsgemeinschaft Langerringen
Verwaltungsgemeinschaft Langerringen – wspólnota administracyjna w Niemczech, w kraju związkowym Bawaria, w rejencji Szwabia, w regionie Augsburg, w powiecie Augsburg. Siedziba wspólnoty znajduje się w Langerringen. Powstała 1 maja 1978.
Wspólnota administracyjna zrzesza dwie gminy:
- Hiltenfingen, 1446 mieszkańców, 14,55 km²
- Langerringen, 3662 mieszkańców, 42,10 km²